# 649 (numero)
Seicentoquarantanove è il numero naturale dopo il 648 e prima del 650.

## Proprietà matematiche
- È un numero dispari.
- È un numero composto, con i seguenti 4 divisori: 1, 11, 59, 649. Poiché la somma dei suoi divisori (escluso il numero stesso) è 71 < 649, è un numero difettivo.
- È un numero semiprimo.
- È un numero felice.
- È un numero malvagio.
- È un numero nontotiente in quanto dispari e diverso da 1.
- È un numero intero privo di quadrati.
- È un numero palindromo e un numero ondulante nel sistema posizionale a base 24 (131).
- È parte delle terne pitagoriche (649, 1680, 1801), (649, 3540, 3599), (649, 19140, 19151), (649, 210600, 210601).

## Astronomia
- 649 Josefa è un asteroide della fascia principale del sistema solare.
- NGC 649 è una galassia spirale della costellazione della Balena.

## Astronautica
- Cosmos 649 è un satellite artificiale russo.